# Черепово
Черепово е село в Южна България, община Харманли, област Хасково.

## География
Черепово е разположено в малка падина на западните склонове на Сакар планина. Селото лежи на пътя Харманли-Тополовград, който свързва Пловдивска и Хасковски области с Черноморието и Бургас. Основният поминък на населението е земеделието и животновъдството – зърнопроизводство, зеленчукопроизводство, лозарство и все по малко тютюнопроизводство. Животновъдство – предимно овцевъдство.
Селото е в пределите на България от 1885 г., и до 1906 г. е носело името Гюдюлери. Името е превод от турски, и трябва да означава „място, където има много чирепи“, т.е. парчета от керамични съдове. От там селото е именувано неправилно на Черепово, вместо по по-правилната форма „Чирепово“

## История

### Праисторически паметници, Античност и Средновековие
В землището на селото има следи от активен живот от хилядолетия. Съществуват множество мегалитни паметници, повечето от които долмени, могилни гробници, кромлехи, останали от времето на траките. През 1903 г. полският пазач Ст. Табака показва на учените над 28 долмена и кромлехи – в м. Чаушев кладенец, Нейчова кория и др. Някои от тях били и в самото село – близо до двора на Кр. Братанов и в двора на Н. Тъпчигръков. Днес са се запазили около 18 долмена – в м. Берекет баир, в м. Голям баир и един кромлех в м. Моллова кория.
В м. Голям баир, в съседство с долмена се забелязват следите на селище от Ранно желязната епоха. На други места в селото се откриват останки на селища и останки от по късните епохи, почти без прекъсване до наши дни.

### Османско време
Според местни хора и изследванията на местния краевед от втората половина на 20 век даскал Грозьо Шопов, археолози и други изследвачи на историята на селото първите предания са за жителите на неголямото с. Карач, които преди около 300 – 350 г., при една лоша реколта, отказали да платят годишния данък на селото на османските власти и убили изпратения турски данъчен агент. Уплашени от ответните мерки на турците, жителите на Карач се укрили в недалечна местност защитени от гъстите и дъбови гори. Минали години, успокоили се времената, дъбовата гора постепенно изчезнала за да отвори място за дворове, градини и мери. Така именно на това „ново“място възниква днешното с. Черепово.
Незначителните останки на изчезналото с. Карач се намират в днешната м. „Софтови чаири“, на два километра югозападно от Черепово.
През турската епоха селото обитавали както българи, така и турци. Турците живеели в горния край на селото, в Читашката махала и юртлуците, около разрушената турска джамия, чиито развалини още личат.
Селото било нападано три пъти от кърджалиите. Особено жестоко е било третото нападение станало при „Карлъшката река“, когато населението пострадало най-много, но и това нападение бива успешно отблъснато от общите усилия на българи и турци, въпреки многобройните жертви сред защитниците. С това време е свързана и легендата за хайдутина Кара Кольо, който кръстосвал горите и Сакар. Тук, край Черепово, той имал скривалище, наричано и днес Каракольовата дупка, където останал да се крие, защото заболял, и бил наглеждан от череповци.

## Църквата
Църквата в Черепово е строена през 1874 г. въпреки протестите на гърците пред турската власт. Посветена е на Света великомъценица Неделя. Първоначално в притвора на църквата организират и килийно училище, а през 1882 г. в съседство построяват и училищна сграда. Така църквата, училището и хорището, което било до самата църква, в празнични дни се изпълвала с народ.

## Религии
Единствената развита религия в селото е християнството. Череповци много красиво отбелязвали християнските празници. Коледа и Нова година младежите празнували с коледуване и сурвакуване. Под съпровод на гайда се изпълнявали за всеки дом характерните за празника песни. На Сирни Заговезни децата правели огромни огньове и ги прескачали за здраве. Изстрелвали с тънка гъвкава пръчка запалени ботурници /малки дървени ракети, направени от мекиш – вид клен/.

## Празници
Като остатък от вековната гора в селото все още има огромни дъбове. Най-известни са „Гурльовите дъбици“, намиращи се в югоизточния край на селото, до двора на фамилията Албаневи. Под тези дъбове навремето се провеждали празници и ритуали. На Гергьовден всеки приготвял закланото агне, след което всички излизали на височината „Гергьов черква“, разположена южно над селото. Там свещеникът четял молитва, след което всички сядали на гощавка. Всеки род седял отделно, като на точно определни места за всеки род имало наслагани камъни като седалки.
Под сем. Маджарови днес се намира „Хорището“ /старият център на селото/. На него се отбелязват празниците, свързани с приготвяне и ядене на курбан и играене на народни танци – право хоро, ситната /сиромашко/, бавната /чорбаджийско/, посеница /ръченица/.

## Родове
От Черепово са произлезли много хайдути, потомци на стари родове. Знае се, че Маджарови, Базъкови, Бозалъкови, Вълеви и Станеви са родове от напуснатото село Карач, създали Черепово. Младите череповци не прекланяли лесно глава и много често турците били наказвани. Много известен бил Недьо Капелата или бозаджи Недьо, който живеел в Одрин. Той бил неоспорим авторитет за турците и често ставал гарант на провинили се българи. По негово настояване през 1845 г. била построена Хаджиевата чешма, която стои и днес, с парите на хаджи Иван от Одрин, като „себа“, благодеяние за жителите на Черепово.
Не по-малко известни родове били Шопови (защото са от „шоплука“, родом от Копривщица) и Попови от Щип. Разположено близо до тогавашната българо-турска граница, в Черепово винаги е имало отворени врати за четниците на Михал Сидеров и бежанците.

## Редовни събития
- Есенен панаир

Провежда се през месец ноември, на Димитровден или най-близката събота и неделя.
- Панаир на „Звездата“

Провежда се всяка година на 2 юни заедно с околните села – Българска поляна, Дрипчево, Главан, Хлябово, Изворово и др. Има народни песни и танци, пехливански изяви, курбан и чевермета.

## Природни забележителности
- Каракольовата дупка

Намира се в местността „Големите камъни“, северно от селото. Преданието говори, че в нея се е крил Кара Кольо Омарчалията – байрактар на Индже войвода.